# Evapotranspiratie

Evapotranspiratie als onderdeel van de waterkringloop.

Evapotranspiratie is in de waterkringloop de som van evaporatie, het verdampen van water op het oppervlak en uit de bodem, en transpiratie, de verdamping van water uit de vegetatie. Evapotranspiratie is daarmee de totale flux (stroom) water richting de atmosfeer. Evaporatie gebeurt op het land vanuit de bodem, bladerdak, en oppervlaktewater. Ook zeewater kan evaporeren. Transpiratie is het ontsnappen van water (waterdamp) uit planten langs de huidmondjes (stomata) in de bladeren.

## Invloed op de evapotranspiratie
Factoren die bijdragen aan evapotranspiratie zijn het klimaat, de hoeveelheid grond- en oppervlaktewater, en het vegetatietype. De temperatuur en hoeveelheid inkomende zonnestraling bepalen samen met de luchtvochtigheid en wind hoe snel water verdampt. De hoeveelheid beschikbaar water hangt af van de neerslag en aanvoer van water. Biologische factoren zijn onder andere het groeistadium of het levensstadium van planten en de bodembedekking van de vegetatie.
Evapotranspiratie veroorzaakt voor de bodem een aanzienlijk verlies van water. Het vegetatietype en het bodemgebruik hebben een grote invloed op de evapotranspiratie en dus ook op de hoeveelheid waterverlies in een gebied. Omdat het door planten verdampte water afkomstig is vanuit de wortels zullen planten met een diep wortelgestel constanter water verdampen. Kruidachtige planten zullen minder transpireren dan houtige planten omdat ze meestal minder blad en een minder diep wortelgestel hebben. Bovendien bewaren houtige planten hun structuur gedurende meerdere/vele jaren, terwijl eenjarige kruiden in gematigde zones jaarlijks opnieuw moeten beginnen groeien vanuit een zaadje. Tijdens de lente dragen eenjarige kruiden dus weinig bij aan de evapotranspiratie. 
Bossen verlagen de bodemwaterstand door evapotranspiratie, behalve in nevelwouden. De bomen in nevelwouden condenseren het vocht van nevel of laaghangende wolken tot waterdruppels. Deze vallen dan op de grond en worden er in opgenomen. Deze bomen transpireren ook, maar dikwijls condenseren ze meer water dan ze verdampen.
In niet-geïrrigeerde gebieden is de feitelijke evapotranspiratie meestal niet groter dan de neerslag, indien geen rekening wordt gehouden met de fysische bodemeigenschappen om meer of minder water vast te houden. Meestal zal de evapotranspiratie lager liggen omdat er water verdwijnt langs grondwaterstromen en afvloeiing. Een uitzondering hierop vormen gebieden met een hoge grondwaterstand, waar capillaire krachten er kunnen voor zorgen dat het grondwater aan de oppervlakte komt. Wanneer de evapotranspiratie groter is dan de feitelijke neerslag, dan zal de bodem uitdrogen/verdrogen en verzilten, tenzij men gaat irrigeren.